# Brooktorpsgården

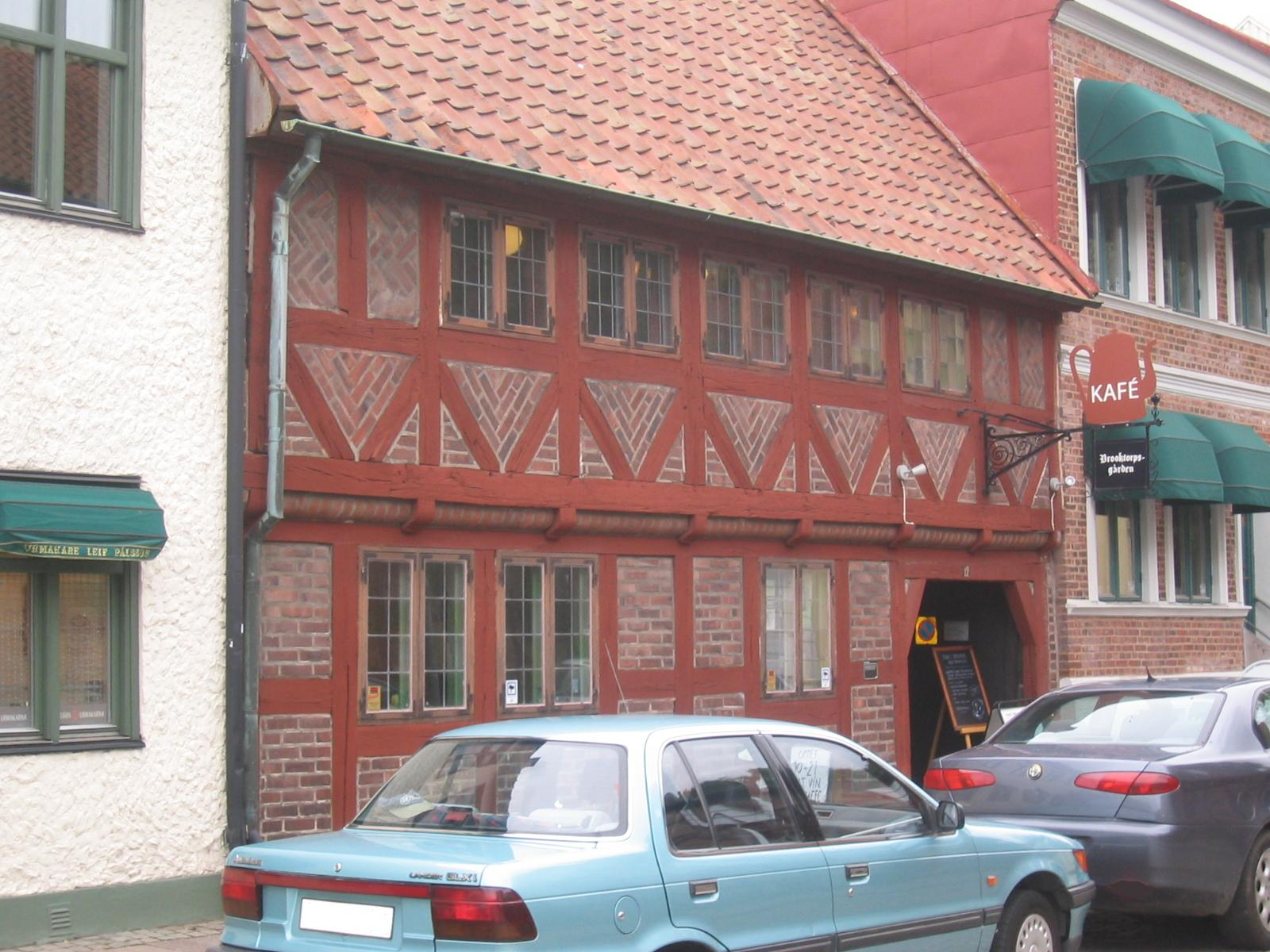
Brooktorpsgården fasad Kyrkogatan

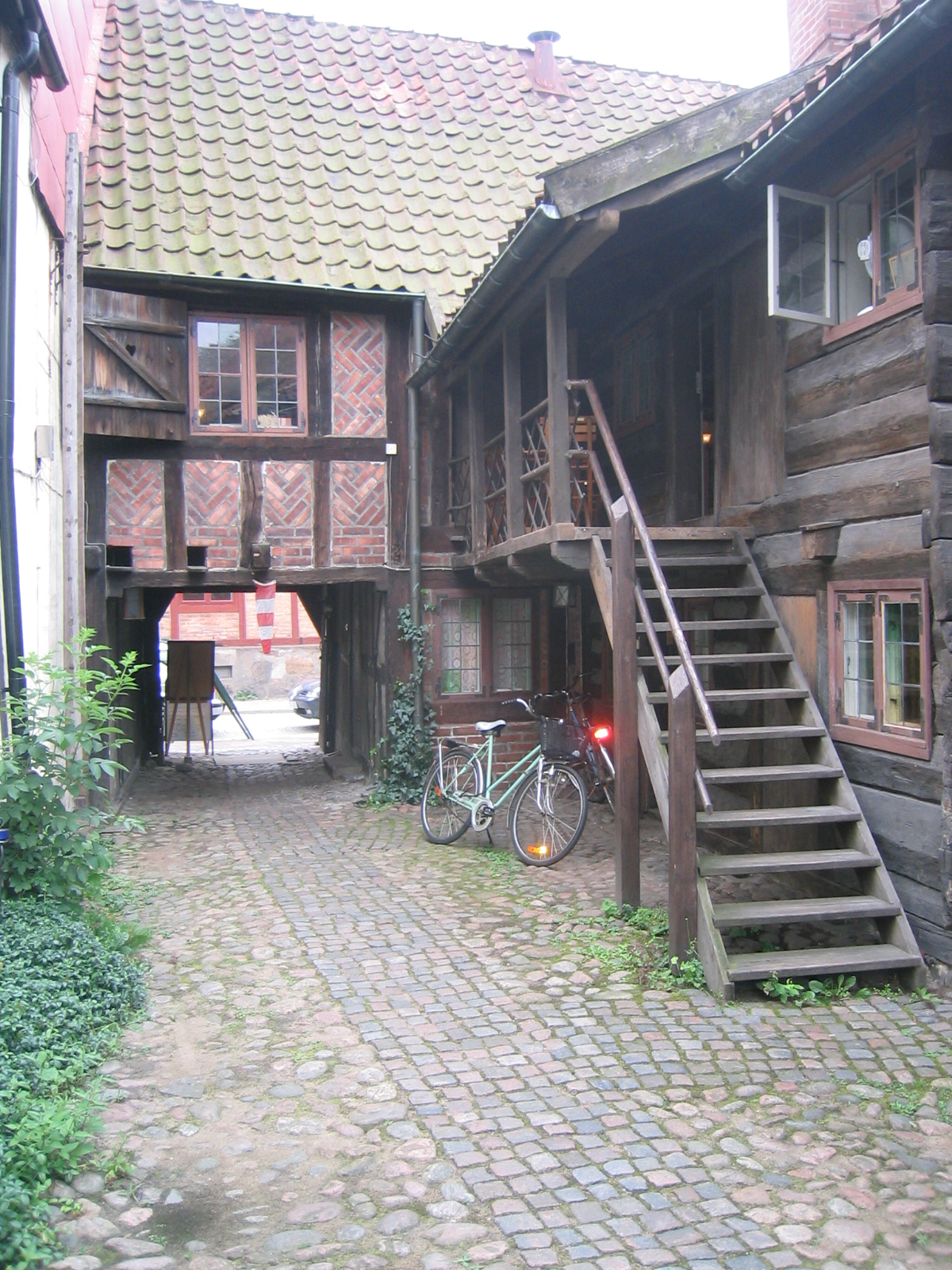
Brooktorpsgården. Del av innergården

Brooktorpsgården ligger på Kyrkogatan 12 i Halmstad och är ett byggnadsminnesförklarat korsvirkeshus från 1700-talet och därmed ett av de äldsta husen i staden. Namnet kom till efter en renovering 1948 och syftar på tidigare området där Halmstad nu ligger, Brooktorp. Kvarteret som huset ligger i har också samma namn och vissa forskare tror att den medeltida staden kan ha legat på denna plats.
År 1876 köpte drängen Anders Nilsson fastigheten och hans dotter, Augusta Josefina Nilsson, tog sedan över den. År 1918 köpte Hallands Museiförening gården under Stiftelsen Hallands länsmuseer. År 2018 köpte den lokala affärsmannen Johan Klasén fastigheten. Halmstads lottakår höll till i byggnaden under större delen av efterkrigstiden, men numera är det ett kafé som arrenderar huset och därmed har allmänheten fått tillträde.
Inredningen är inte original, utan kom till vid renoveringen på 1947–1948 av hälsovårdsskäl. Övervåningen var fram till sekelskiftet 1900 oinredd och användes troligtvis som förråd. 